# Comuna de Czempiń
Czempiń (polaco: Gmina Czempiń) é uma gminy (comuna) na Polónia, na voivodia de Grande Polónia e no condado de Kościański. A sede do condado é a cidade de Czempiń.
De acordo com os censos de 2004, a comuna tem 11 247 habitantes, com uma densidade 78,9 hab/km².

## Área
Estende-se por uma área de 142,46 km², incluindo:
- área agricola: 79%
- área florestal: 13%

## Demografia
Dados de 30 de Junho 2004:
|                      | Total   | Total | Mulheres | Mulheres | Homens  | Homens |
| -------------------- | ------- | ----- | -------- | -------- | ------- | ------ |
|                      | pessoas | %     | pessoas  | %        | pessoas | %      |
| População            | 11 247  | 100   | 5754     | 51,2     | 5493    | 48,8   |
| Densidade (pop./km²) | 78,9    | 100   | 40,4     | 40,4     | 38,6    | 38,6   |

De acordo com dados de 2002, o rendimento médio per capita ascendia a 1176,08 zł.

## Subdivisões
- Betkowo, Bieczyny, Borowo, Nowe Borówko, Donatowo, Głuchowo, Gorzyce, Gorzyczki, Jarogniewice, Jasień, Nowe Tarnowo, Nowy Gołębin, Piechanin, Piotrkowice, Piotrowo Drugie, Piotrowo Pierwsze, Sierniki, Słonin, Srocko Wielkie, Stare Tarnowo, Stary Gołębin, Zadory.

## Comunas vizinhas
- Brodnica, Kościan, Krzywiń, Mosina, Stęszew, Śrem